# SG Volkspolizei Potsdam
SG Volkspolizei Potsdam was een Duitse voetbalclub uit Potsdam.

## Geschiedenis
De club werd in 1948 opgericht en was in 1950 een van de stichtende leden van de nieuwe DS-Liga, de tweede klasse. De club werd meteen groepswinnaar samen met BSG Anker Wismar, maar verloor de wedstrijd om de titel en de promotie naar de DDR-Oberliga met 1:2.
Doordat de club een aantal spelers moest afstaan aan SG Volkspolizei Dresden werd de club verzwakt en eindigde het volgende seizoen slechts zevende. Na dit seizoen werd de club ontbonden en verhuisde het elftal naar Berlijn en werd daar SG Dynamo Berlin.